# 腸管関連リンパ組織
腸管関連リンパ組織（ちょうかんかんれんリンパそしき、英:  gut-associated lymphoid tissue、GALT）とは侵入者から身体を保護する消化管の免疫系組織。腸管関連リンパ組織は粘膜関連リンパ組織（mucosa-associated lymphoid tissue、MALT）の一種である。

## 機能
身体の免疫系の約70%が消化管に認められる。腸管関連リンパ組織はリンパ組織のいくつかの型から発生し、Tリンパ球やBリンパ球のような免疫細胞の産生と貯蔵を行い、病原体に対しての攻撃と防御を実行する。
最新の研究では腸管関連リンパ組織はヒト免疫不全ウイルス(HIV)の主要な活性部位であり、薬物療法は末梢血のHIVの数を減少させることが示唆されている。

## 構成要素
消化管のリンパ組織は下記を含む :
- 扁桃 (ワルダイヤー輪)
- アデノイド (咽頭扁桃)
- パイエル板
- 盲腸や結腸のリンパ集合
- 加齢により胃にリンパ組織が蓄積する
- 食道の小リンパ集合
- 消化管固有層の瀰漫性分散型のリンパ細胞や形質細胞

## 画像

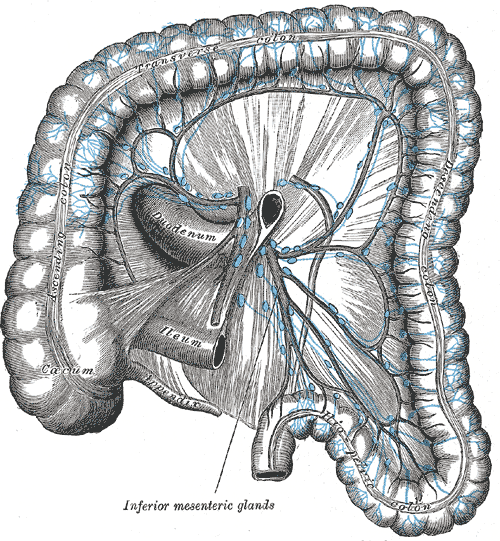
結腸のリンパ管
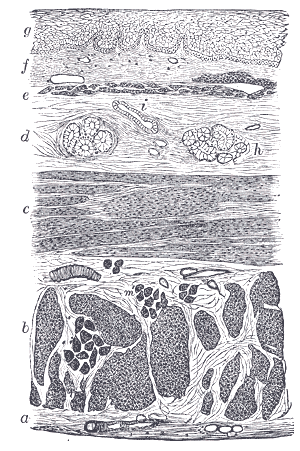
ヒト食道の区分
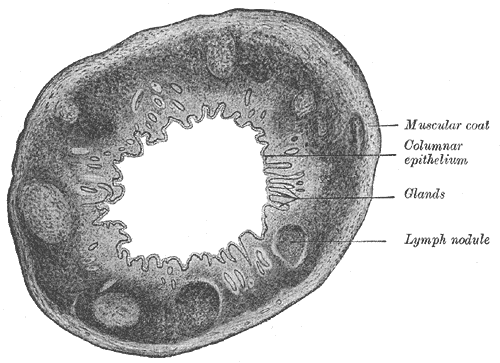
ヒト盲腸の横断面
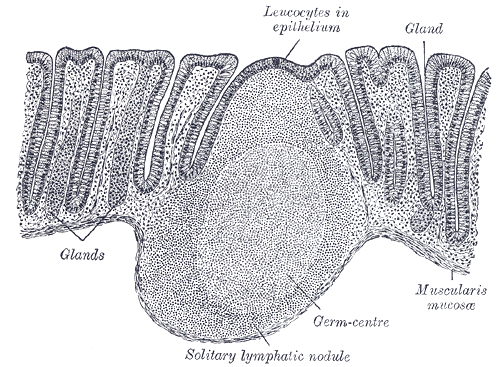
ヒト直腸粘膜の区分